# Östra Nåsten
Östra Nåsten este o arie protejată (arie specială de conservare — SAC, sit de importanță comunitară — SCI) din Suedia întinsă pe o suprafață de 119,9 ha, integral pe uscat.

## Localizare
Centrul sitului Östra Nåsten este situat la coordonatele 59°49′04″N 17°35′32″E / 59.8179°N 17.5923°E.

## Înființare
Situl Östra Nåsten a fost declarat sit de importanță comunitară în aprilie 2004 pentru a proteja 1 specie de plante și 2 specii de animale. Situl a fost protejat și ca arie specială de conservare în martie 2011.

## Biodiversitate
Situată în ecoregiunea boreală, aria protejată conține 5 habitate naturale: Păduri caducifoliate bătrâne naturale hemiboreale fino-scandinave (Quercus, Tilia, Acer, Fraxinus sau Ulmus) bogate în specii epifite, Pajiști fino-scandinave uscate până la mezice, bogate în specii de altitudine mică, Păduri caducifoliate de mlaștină fino-scandinave, Taiga vestică, Pășuni din zone de pădure fino-scandinave.
La baza desemnării sitului se află mai multe specii protejate:
- plante (1): Buxbaumia viridis
- nevertebrate (2): Cucujus cinnaberinus, Xyletinus tremulicola